# Diggers Rest
Diggers Rest är en del av en befolkad plats i Australien. Den ligger i kommunen Hume och delstaten Victoria, omkring 30 kilometer nordväst om delstatshuvudstaden Melbourne.
Runt Diggers Rest är det ganska tätbefolkat, med 134 invånare per kvadratkilometer.. Närmaste större samhälle är Sunbury, nära Diggers Rest. 
Trakten runt Diggers Rest består till största delen av jordbruksmark. Genomsnittlig årsnederbörd är 971 millimeter. Den regnigaste månaden är juni, med i genomsnitt 115 mm nederbörd, och den torraste är januari, med 34 mm nederbörd.